# Ferdinand von Wrangel
Ferdinand von Wrangel (ryska: Фердинанд Петрович Врангель), född 29 december 1796 i Pskov (Ryssland), död 6 juni 1870 i Dorpat (Estland), var en balt-tysk och rysk friherre, amiral och sjöfarande.

## Biografi
Ferdinand von Wrangel deltog 1817–1819 i Vasilij Golovnins jordomsegling, varunder han anställde hydrografiska undersökningar i Berings hav, och fick 1820 ledningen av en expedition som skulle kartlägga östra delen av sibiriska ishavskusten. Wrangel ankom november 1820 vid Kolymaflodens mynning, färdades därifrån på hundslädar till Mys Zjelagskij, undersökte några öar och for under sommaren uppför Kolyma. År 1822 företog han en slädfärd utåt havet för att söka ett land, som tjuktjerna påstått sig ha sett därutanför, och kom upp till närheten av 72:a breddgraden utan att påträffa något land. Vintern 1823 företog han en ny slädfärd på havet till Koljutjinskaja Guba, likaledes utan att finna något land. Wrangel lämnade i november 1823 sin bas och kom hem till Sankt Petersburg augusti 1824.
Hans under denna expedition anställda fysikaliska iakttagelser utgavs av Georg Friedrich Parrot på tyska 1827. Efter en andra jordomsegling, 1825–1827, utnämndes Wrangel till guvernör i Alaska (då ryskt), där han under en femårig vistelse (1831–1836) samlade värdefulla geografiska och etnografiska notiser. Senare blev han departementschef i marinministeriet, men drog sig 1849 tillbaka som viceamiral. Vid Krimkrigets utbrott 1853 återinträdde Wrangel i tjänst och var 1853–1858 chef för marinministeriet. Det av Wrangel sökta landet sågs 1849 av Henry Kellett och blev definitivt kartlagt av Calvin L. Hooper och Berry 1881. Det kallades först Wrangels land och senare Wrangels ö.
Andra namngivna platser efter Ferdinand von Wrangel är bl.a.
- Alaska
  - Wrangell Island
  - Kap Wrangel
  - Mount Wrangell
  - Wrangell Mountains
  - Wrangell
  - Wrangell-St. Elias nationalpark

- Sibirien
  - Wrangels ö